# Cetopangasius
Cetopangasius ist eine ausgestorbene Fischgattung aus der Familie der Haiwelse (Pangasiidae). Sie ist nur durch die Typusart Cetopangasius chaetobranchus bekannt, deren Fossilien in Ablagerungen aus dem Miozän der Provinz Phetchabun in Nordzentral-Thailand gefunden wurden.

## Merkmale
Die Gattung Cetopangasius unterscheidet sich von anderen Haiwelsen durch einen sehr großen Kopf und die sehr hohe Zahl von über 100 sehr langen Strahlen an der Kiemenreuse. Die Hartstrahlen an Rückenflosse und Brustflossen sind sehr kräftig und deutlich gesägt. Die Rückenflosse weist 7, die Brustflossen weisen 13, die Bauchflossen 5 oder 6 und die Afterflosse 38 bis 42 Weichstrahlen auf. Die Art C. chaetobranchus erreichte eine Länge von etwa 50 cm.